# KNL1
KNL1‏ (Kinetochore scaffold 1) هوَ بروتين يُشَفر بواسطة جين KNL1 في الإنسان.